# 1997-es taxisgyilkosság
Az 1997-es taxisgyilkosság egy 1997. november 21-én történt bűncselekmény.

## A gyilkosság
Az akkor 14 éves B. Andrea és B. Diana 1997. november 21-én szexuális ajánlatot téve a Ferihegyi repülőtér melletti erdőbe csalták a Szúnyog becenévre hallgató Gáspár János 29 éves taxisofőrt abból a célból, hogy megszerezzék a gépkocsiját és a pénzét. Bűncselekményüket előre megtervezték, még el is próbálták.
Egy vízzel megtöltött műanyag üdítősflakonnal tarkón ütötték, majd közel egy órán keresztül taposták vastag patacipőjükkel az életéért könyörgő áldozatot. Gáspár még életben volt, amikor avar alá temették.
Az ellopott gépkocsival távoztak a gyilkosság helyszínéről, azonban egy közeli rendőrjárőr észrevette az úton egyenetlenül haladó taxit, és megállításra kényszerítette azt. Miután a rendőr észrevette, hogy cipőtalpuk és a gépkocsi belseje egyaránt véres, a lányok azonnal beismerték tettüket. 
A vádlottakat 1998-ban állították bíróság elé, és mivel a gyilkosság elkövetésekor még nem voltak 16 évesek, maximálisan 10 év szabadságvesztéssel voltak sújthatók.
A Legfelsőbb Bíróság 1999. május 4-én B. Andreát jogerősen 8 év 6 hónap, B. Dianát 9 év fiatalkorúak börtönére ítélte.

## Utóélete
Andrea 2003-ban szabadult feltételesen, majd másfél évvel később újból előállították egy illegális győri bordélyház fenntartása miatt. Ezután ismét börtönbe került, ahonnan 2009-ben szabadult.

## Filmfeldolgozás
A bűncselekményről 2007-ben Faur Anna filmet készített Lányok címmel.